# Skalno (powiat gryficki)
Skalno (do 1945 niem. Eiersberg) – wieś sołecka w północno-zachodniej Polsce położona w województwie zachodniopomorskim, w powiecie gryfickim, w gminie Karnice, na południowo-wschodnim krańcu jeziora Liwia Łuża. 
Według danych pod koniec 2004 roku wieś miała 57 mieszkańców.
W latach 1946–1998 miejscowość administracyjnie należała do województwa szczecińskiego.
Bardzo stara osada rolnicza; zachowany średniowieczny gródek stożkowaty.
9 marca 1945 za prowadzenie działań dywersyjnych (niszczenie napowietrznej sieci telefonicznej) rozstrzelano w Skalnie polskich robotników przymusowych z Kłodkowa. Miejsce egzekucji polscy mieszkańcy upamiętnili obeliskiem. 